# Pesadillas y alucinaciones
Pesadillas y alucinaciones (Nightmares & Dreamscapes) es un libro de Stephen King, publicado en 1993 
En la traducción a español se dividió en dos tomos: Pesadillas y alucinaciones I y Pesadillas y alucinaciones II.

## Historias
Contenidos
- El Cadillac de Dolan ("Dolan's Cadillac"): Una mujer es testigo de un asesinato cometido por un mafioso, tras lo cual es asesinada. Su esposo planea una venganza, que incluye enterrar el Cadillac del mafioso con él dentro.
- El final del desastre ("The end of the Whole Mess"): El fin del mundo, tal como lo conocemos, se acerca cuando es liberada una sustancia que calma a las personas, pero con inesperadas consecuencias colaterales.
- Hay que soportar a los pequeños ("Suffer the little Children"): Una maestra de escuela castiga a uno de sus alumnos, tras lo cual éste le muestra "cómo cambia", hecho que la deja horrorizada.
- El volador nocturno ("The night Flier"): Richard Dees, un ambicioso periodista (el mismo que acosaba a John Smith, el protagonista de "La zona muerta") está tras la pista de un asesino en serie que se traslada a través de pequeños aeropuertos. Su teoría es que el asesino cree ser un vampiro. El Volador Nocturno resulta ser realmente un vampiro, pero le advierte a Dees que nadie va a creerle.
- Popsy ("Popsy"): Sheridan es un adicto al juego que ha contraído una enorme deuda. Para pagarla, secuestra a niños a petición de un mafioso. El niño que secuestra resulta ser un vampiro al igual que su Abuelito (Popsy en inglés) que no esta dispuesto a dejar que Sheridan huya con su nieto.
- Crece en ti ("It Grows on you"): La historia narra eventos relacionados con una misteriosa casa en Castle Rock y funciona como epílogo de "La tienda de los deseos malignos".
- Dentadura Parlante ("Chattery Teeth"): En un alto en una ruta, Bill recibe de parte de un dependiente de una tienda, una boca parlanchina. Mientras, duda si llevar o no a un autoestopista, ya que él fue asaltado por otro tiempo atrás.
- Dedicatoria ("Dedication"): La historia de una mucama afroamericana y un escritor alcohólico, cuya habitación ella suele limpiar, se explica el porqué de la razón por la cual el hijo de la mucama le puso un nombre parecido al del escritor alcohólico y la razón de la dedicatoria a su madre, la mucama.
- El dedo Móvil ("The moving Finger"): Howard Mitla descubre un dedo asomándose por el lavabo de su baño que parece ser muy largo. Eventualmente, la criatura escapa y asesina al hombre, para luego esconderse dentro del excusado.
- Tenis ("Sneakers"): John Tell, ejecutivo de una compañía discográfica, descubre un día unas zapatillas pertenecientes a alguien sentado en uno de los compartimientos privados del baño. Con el correr de los días, las zapatillas no se mueven del lugar. Estas resultan estar poseídas por el fantasma de un traficante de cocaína asesinado en ese lugar.
- Sabes que tienen una gran banda ("You know they got a Hell of a Band"): Un matrimonio se pierde en una ruta secundaria y llegan a un pueblo habitado por los fantasmas de las estrellas de rock muertas. Están atrapados para siempre a merced de ellos, obligados a escucharlos tocar por toda la eternidad.
- Parto en casa ("Home Delivery"): Maddie es una tímida e indecisa mujer que está embarazada y acaba de enviudar. Vive en una isla cerca de la costa de Maine. Cuando una epidemia zombi se desata, se prepara para afrontar a los zombis así como para tener a su hijo en casa.
- Temporada de lluvias ("Rainy Season"): Un matrimonio se dirige a una posada a descansar unos días en el pequeño pueblo de Willow, Maine, cuando son advertidos por los lugareños de que no lo hagan. El matrimonio descubre que el pueblo sacrifica cada siete años a una pareja de recién llegados, a una entidad en forma de lluvia de sapos carnívoros a cambio de abundancia y prosperidad.
- Mi bonito pony ("My Pretty Pony"): Un anciano le regala su reloj a su nieto y le enseña algunas cosas sobre la vida.
- Lo siento, número correcto ("Sorry, right number"): Katie recibe una noche una llamada, donde se oye la voz de una mujer asustada queriéndole decir algo. Como la voz le resulta familiar, intentará localizar a la autora de la llamada. Ésta proviene de sí misma, pero del futuro, advirtiéndole que su marido morirá de un ataque cardíaco.
- La gente de las 10 ("The Ten O'Clock People"): Pearson es un hombre que está intentando dejar de fumar. Una mañana descubre que muchas personas, incluyendo varias en el poder, son en realidad monstruos disfrazados de humanos.
- Crouch End ("Crouch End"): A una comisaría en Crouch End, Londres, llega una mujer norteamericana muy asustada. Ella y su esposo estaban de luna de miel cuando se perdieron buscando la casa de un amigo, fueron atacados por monstruos y su esposo desapareció. El cuento es un homenaje a la obra de H.P. Lovecraft.
- La casa en la calle Maple ("The House on Maple Street"): Tras volver de sus vacaciones, cuatro chicos descubren que algo metálico está creciendo dentro de las paredes de su casa. Todos deciden aprovechar ese "algo" para liberarse de su padrastro abusador.
- El quinto cuarto ("The fifth Quarter"): Jerry es un criminal de baja monta que está tratando de vengar la muerte de su compañero, Barney, a manos de sus propios cómplices.
- El caso del Doctor ("The Doctor's Case"): Narra la ocasión en que el Dr. Watson resolvió un caso de homicidio antes que Sherlock Holmes.
- El último caso de Ummey ("Umney's Last Case"): Clyde Umney es un detective privado en la década de 1930. Un día, su vida y su rutina comienzan a desmoronarse. En medio de su desesperación, recibe la sorpresiva visita de un hombre muy parecido a él. Resulta que Umney es un personaje de cuentos policiales y es visitado por su propio autor, con el que intercambia su vida. Desafortunadamente, la "vida real" es aburrida.
- Cabeza abajo ("Head Down"): Un ensayo sobre la temporada 1989 del equipo de béisbol de su hijo, Owen.
- Agosto en Brooklyn ("Brooklyn August"): Un poema sobre béisbol, enfocándose en la época de oro de este deporte.
- El mendigo y el diamante ("The beggar and the diamond"): Ramu es un mendigo que ha tenido una vida muy desdichada. Dios y un arcángel discuten sobre cómo ayudarlo.
- Notas ("Notes")

## Adaptaciones
- "The Night Flier" y "Dolan's Cadillac" han sido adaptadas a películas con sus respectivos nombres originales.
- "Chattery Teeth"' fue adaptada en la película Quicksilver Highway.
- "Sorry, Right Number" fue puesta en escena en un episodio de la serie Tales from the Darkside mucho antes de ser publicado el libro con las 24 historias.
- "The Moving Finger" fue adaptada en un episodio para la serie de TV Monsters.
- "Home Delivery" y "Rainy Season" fueron adaptadas en películas cortas.
- En mayo de 2011, el director EJ Meyers adquirió los derechos para adaptar "The Ten O'Clock People" en una película que está programada para realizarse en el 2012. La trama original de Stephen King ha sido modernizada, pero aun conserva fielmente su argumento.

### Series de televisión
Durante el verano del 2006, TNT produjo una miniserie de 8 capítulos de las historias cortas denominada "Nightmares and Dreamscapes: From the Stories of Stephen King". Aunque se asume por el título de la miniserie que todas sus historias pertenecen a la misma colección, esto no es del todo cierto, ya que solo cinco de las ocho son originales del libro: "The end of the hole mess", "You know they got a Hell of a Band", "Crouch End", "The fifth quarter" y Umney's last case". "Battleground" está incluida en Night Shift; la historia "The Road Virus Heads North" y "Autopsy Room Four" aparecen en el libro Everything's Eventual, otro libro de historias cortas de Stephen King. En España fue emitida en Calle 13, TNT y en otros canales.